# 大英东站
大英东站，位于中华人民共和国四川省遂宁市大英县县城西南，是宁蓉铁路上的火车站，建于2009年，由成都铁路局管辖。该站现对外办理客货运业务，客运实行联网售票。

## 概况

### 站场设施
大英东站站场呈西东走向，上行方向在西。站房设于线路右侧，有站台2座、股道4条（其中正线2条），为两台夹四线形式。两站台均设有雨棚，站台下方有旅客地道。

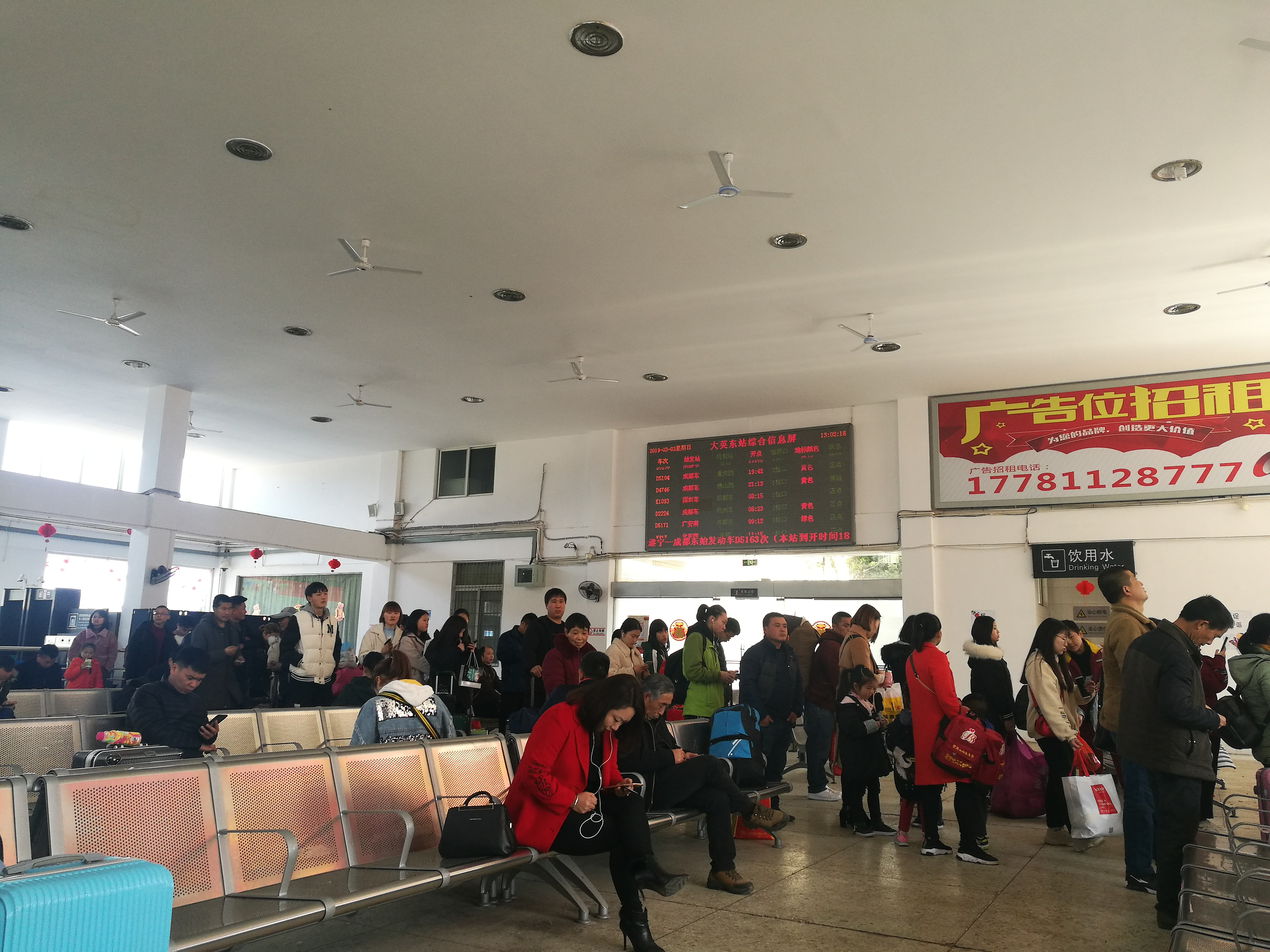
2019年，车站候车室内景

### 歷史
- 2009年7月7日，随遂成铁路（该线后被合并入宁蓉铁路）通车而投入运营，并取代大英县原有的达成铁路大英站。
- 2020年3月1日—4月9日，由于宁蓉线线路整修，宁蓉线遂成段客车改走达成线运行，期间大英东站暂停办理客运业务[3][4]。

### 周边
- 大英公交5路[5]
- 大英县客运中心（汽车站）

## 外部連結
- 中国铁路客户服务中心（页面存档备份，存于）